# Alexander Sherlock
Alexander Sherlock (ur. 14 lutego 1922 w Coventry, zm. 18 lutego 1999 w Felixstowe) – brytyjski polityk, lekarz i prawnik, poseł do Parlamentu Europejskiego I i II kadencji.

## Życiorys
Kształcił się w Magdalen College School w Oxfordzie i Stowmarket Grammar School, służył także w Royal Air Force. Studiował w London Hospital Medical School i następnie w Royal College of Physicians. Pomiędzy 1948 a 1979 praktykował jako lekarz medycyny rodzinnej i medycyny pracy, uzyskał również uprawnienia koronera. W 1956 doznał poważnych obrażeń nóg podczas eksplozji w gazowni w Felixstowe. Podczas rekonwalescencji rozpoczął kształcenie w kierunku prawa, w 1961 uzyskał uprawnienia barristera w ramach Gray’s Inn. Działał również w British Medical Association i stowarzyszeniach chatytatywnych.
Działał w Partii Konserwatywnej. Zasiadał w radach różnych jednostek administracyjnych, w tym od 1973 do 1979 w radzie hrabstwa Suffolk. W 1979 i 1984 wybierany posłem do Parlamentu Europejskiego, przystąpił do frakcji Europejscy Demokraci.
Od 1945 był żonaty z Peggy Scarff, z którą miał dwoje dzieci. Po jej śmierci w 1976 ożenił się z Eileen. Był wolnomularzem.

## Odznaczenia
Oficer Orderu Świętego Jana Jerozolimskiego.